# The Mexican
The Mexican is een Amerikaanse speelfilm uit 2001 onder regie van Gore Verbinski.

## Verhaal
In Los Angeles botst Jerry Welbach tegen de auto van maffiabaas Arnold Margolese, die naar de gevangenis wordt gestuurd wanneer de politie ontdekt dat iemand vastzit in zijn kofferbak. Als gevolg hiervan wordt Jerry gedwongen om te werken voor de onderbevelhebber van Margolese, Bernie Nayman. Vijf jaar later stuurt Nayman Jerry op weg voor zijn laatste opdracht: het ophalen van een antiek pistool in Mexico voor Margolese. Dit blijkt de druppel te zijn voor Jerry's vriendin Sam, die hem verlaat om naar Las Vegas te verhuizen.
Aangekomen in Mexico vindt Jerry het pistool bij Beck, die de geschiedenis uitlegt van het legendarische pistool dat bekend staat als "de Mexicaan". Wanneer Beck wordt gedood door een verdwaalde kogel van feestelijk geweervuur, belt Jerry zijn collega Ted en ontdekt dat Beck de kleinzoon van Margolese was. Jerry's auto wordt gestolen met het lichaam van Beck en het pistool erin. Hij weet de auto en het pistool terug te krijgen, schiet een van de dieven in de voet en begraaft het lichaam van Beck.
Op weg naar Las Vegas probeert een goedgeklede huurmoordenaar Sam te ontvoeren, maar wordt neergeschoten door een andere huurmoordenaar die haar in plaats daarvan gijzelt. De tweede huurmoordenaar stelt zichzelf voor als Leroy en legt uit dat hij werd ingehuurd om haar te gijzelen om ervoor te zorgen dat Jerry het pistool aflevert. Sam raakt bevriend met Leroy, en ontdekt dat hij homo is en moedigt hem aan om Frank, een reizende postbode, mee te nemen richting Las Vegas. Met z'n drieën bereiken ze Las Vegas, en Leroy en Frank brengen de nacht samen door.
In Mexico wordt Jerry kort gearresteerd nadat een politieagent Beck's bloed in zijn auto heeft opgemerkt. De officier neemt het pistool in beslag, vertelt verder over de vervloekte geschiedenis van het pistool en brengt het naar een pandjeshuis. Ted arriveert en onthult dat de beruchte Leroy achter Sam aan is gestuurd, en Jerry hoort een telefoontje met Nayman die Ted opdracht geeft hem te vermoorden. Ze halen het pistool uit het pandjeshuis, maar Jerry confronteert Ted en vertrekt met het pistool. Realiserend dat hij het paspoort van Ted heeft gepakt in plaats van het zijne, moet hij terugkeren en ontdekt dat Ted al is gevlucht.
In Las Vegas vermoordt de goedgeklede huurmoordenaar Frank en keert terug voor Sam, maar wordt vermoord door een wraakzuchtige Leroy. Sam en Leroy vliegen naar Mexico om Jerry te ontmoeten, die de auto doet crashen in een ruzie met Sam. Leroy vindt het pistool en bereidt zich voor om Jerry te vermoorden, maar Jerry vermoordt hem eerst. Hij legt aan een radeloze Sam uit dat Leroy een bedrieger was - uit zijn rijbewijs blijkt dat hij eigenlijk Winston Baldry heet - en dat Jerry ooit de echte Leroy heeft ontmoet: de goedgeklede huurmoordenaar. Jerry realiseert zich dat Margolese de echte Leroy heeft ingehuurd, maar Nayman stuurde Baldry om Sam en het pistool te onderscheppen, waardoor hij het zelf kon verkopen en Jerry in de val kon lokken.
Sam en Jerry bereiden zich voor om hun eigen weg te gaan, maar Sam herinnert zich Baldry's advies en verzoent zich met Jerry, die wordt ontvoerd door de dieven die zijn auto hebben gestolen. Hij wordt naar Margolese gebracht, die pas uit de gevangenis is vrijgelaten, en die hem het waargebeurde verhaal van het pistool uitlegt. Het is gemaakt door een wapensmid voor het huwelijk van zijn dochter met de wrede zoon van een edelman, maar de dochter en de assistent van de wapensmid waren verliefd op elkaar. Toen het pistool weigerde te schieten, doodde de zoon van de edelman de assistent, waardoor de dochter zich van het leven beroofde met het pistool.
Margolese onthult dat zijn celgenoot de achterkleinzoon van de wapensmid was. Hij werd gedood toen hij Margolese beschermde, die zwoer het pistool terug te geven aan de vader van zijn celgenoot. Jerry stemt ermee in hem het pistool te geven, maar Nayman ontvoert Sam. Er ontstaat een Mexicaanse impasse, totdat Sam Nayman met het pistool doodt. Het schot verdrijft een ring van de loop, die Jerry gebruikt om Sam ten huwelijk te vragen. Het Mexicaanse pistool wordt teruggegeven aan de familie van de wapensmid, terwijl Jerry en Sam samen wegrijden.

## Rolverdeling
- Brad Pitt - Jerry Welbach
- Julia Roberts - Samantha Barzel
- James Gandolfini - Winston Baldry
- J.K. Simmons - Ted Slocum
- Bob Balaban - Bernie Nayman
- Sherman Augustus - Leroy
- Michael Cerveris - Frank
- David Krumholtz - Beck
- Castulo Guerra - Joe
- Gene Hackman - Arnold Margolese